# Gyula Ruzicska
Gyula Ruzicska – węgierski zapaśnik walczący w stylu klasycznym.
Zajął szóste miejsce na mistrzostwach świata w 1920. Złoty medalista mistrzostw Europy w 1914 i czwarty w 1911 roku. Mistrz kraju w 1911, 1914 i 1921 roku.